# Reflexionsnebel

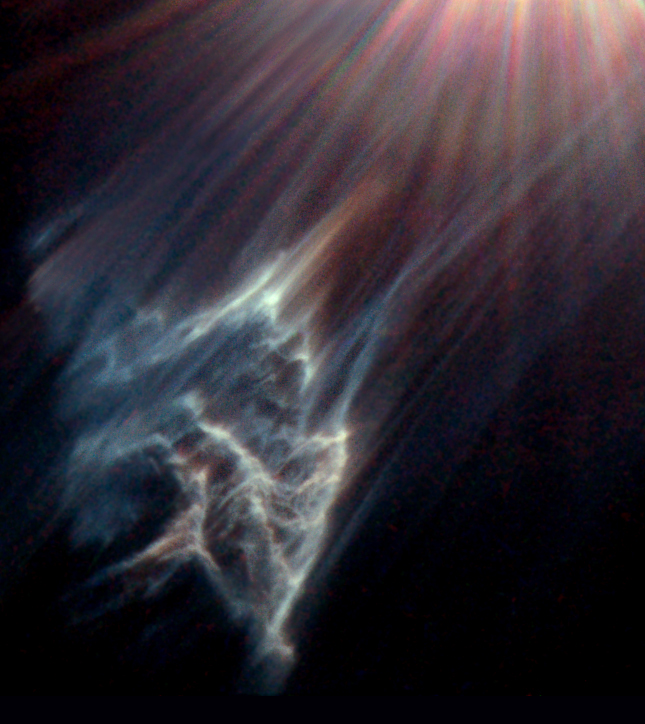
IC 349 (Barnards Merope-Nebel), ein Reflexionsnebel in den Plejaden

Als Reflexionsnebel bezeichnet man in der Astronomie Wolken (Nebel) interstellaren Staubs, die das Licht benachbarter Sterne „reflektieren“, genau genommen jedoch streuen.
Anders als bei Emissionsnebeln sind die Sterne in Reflexionsnebeln nicht heiß genug, um das Material zu ionisieren, bewirken also kein Eigenleuchten des Nebels. Stattdessen wird das Sternenlicht an den mikroskopischen Nebelpartikeln gestreut, wodurch der Nebel erst sichtbar wird. Das Spektrum des Reflexionsnebels gleicht daher dem der einstrahlenden Sterne. Reflexionsnebel erscheinen meist blau, da blaues Licht stärker gestreut wird als rotes; ein ähnlicher Effekt sorgt für die blaue Farbe des Himmels.
Unter den Nebelpartikeln befinden sich viele Kohlenstoffverbindungen (u. a. Diamantstaub), aber auch solche anderer Elemente, insbesondere von Eisen und Nickel. Letztere richten sich häufig nach dem galaktischen Magnetfeld aus und bewirken dadurch eine leichte Polarisation des Streulichts (James B. Kaler, 1998).
Etwa 500 Reflexionsnebel sind bekannt. Besonders prachtvoll sind die bläulichen Reflexionsnebel, die sich um die Sterne der Plejaden M 45 befinden. Ebenfalls blau erscheint der Reflexionsnebel am nördlichen Rand des Trifidnebels M 20. Der Rote Überriese Antares ist vom großen roten Reflexionsnebel Ced 132 umgeben.
Die Unterscheidung in Reflexions- und Emissionsnebel geht zurück auf Edwin Hubble, der 1922 das Ergebnis seiner Untersuchungen von astronomischen Nebeln (englisch bright nebulae) veröffentlichte. Die beiden Nebeltypen werden heute manchmal als diffuse Nebel bezeichnet und können häufig zusammen beobachtet werden. Ein Teil von Hubbles Arbeit ist das hubblesche Leuchtstärkegesetz für Reflexionsnebel (engl. Hubble luminosity law for reflection nebulae), das eine Beziehung zwischen der scheinbaren Größe {\displaystyle R} des Nebels und der scheinbaren Helligkeit {\displaystyle m} des assoziierten Sterns herstellt:
{\displaystyle 5\cdot \log(R)=-m+k}
wobei {\displaystyle k} eine Konstante ist, die von der Empfindlichkeit der Messinstrumente abhängt.